# Kostel svatého Martina (Chválenice)
Kostel svatého Martina ve Chválenicích v okrese Plzeň-město je jedním z pozdně barokních sakrálních staveb projektovaných a následně realizovaných Kiliánem Ignácem Dientzenhoferem. Společně s dalším Dientzenhoferovými dílem, kostelem svatého Jana Křtitele v Paštikách u Blatné, představuje typickou stavbu českého venkovského baroka. Chválenický kostel je mistrně umístěn v krajině jižního Plzeňska a upoutá pozornost při pohledu ze všech světových stran. Chrám sv. Martina inspiroval další barokní stavitele při přípravě plánů jejich kostelů. Dientzenhoferův chrám postavený v letech 1747–1752 nahradil původní gotickou stavbu. Kostel je chráněn jako kulturní památka ČR.

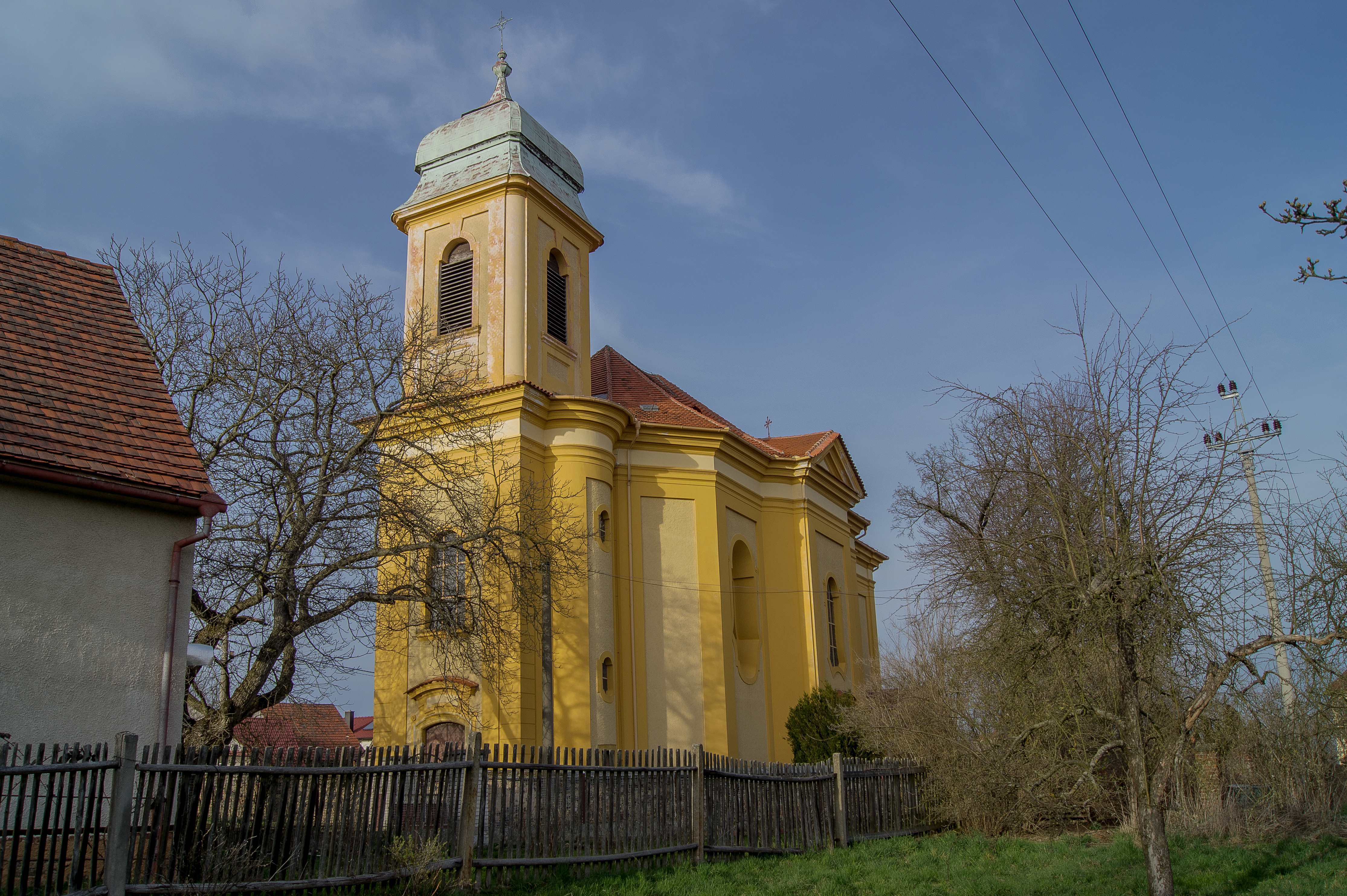
Kostel sv. Martina z bývalé farní zahrady

## Historie

### Nejstarší zmínky o chválenickém kostele
Ve 14. století existovalo na Plzeňsku dvaadvacet farních kostelů. Již tehdy je mezi nimi uváděn kostel ve Chválenicích. O tři sta let později byly Chválenice největší a jednou z nejvýznamnějších farností plzeňského vikariátu. K farnosti patřilo jedenáct vsí – devět na nebílovském panství, Střížovice patřící na lukavické panství a Chouzovy patřící na panství hradišťské. Vedle farního kostela svatého Martina existovaly ve farnosti dva filiální kostely v Žákavě a Nezvěsticích a kaple svatého Vojtěcha na Planinách. První zmínka o původním chválenickém kostele pochází z doby panování císaře Karla IV., z roku 1355.  Dá se ale předpokládat, že chválenický kostel existoval již koncem 13. století jako součást šlechtického sídla, tzv. kurie. Máme informace, že v roce 1275 ve Chválenicích sídlil urozený Zemislav, jenž obdaroval benediktýnský klášter v Kladrubech. Zemislav měl ve Chválenicích nejspíš opevněný dvorec, který však během staletí beze stopy zmizel. Původní kostel, na jehož místě byl v letech 1747–1752 vystavěn dnešní barokní chrám, byl kamenným objektem s věží, sanktusní věžičkou nad presbytářem a boční sakristií. Při kostele se od nepaměti nacházel hřbitov s kostnicí, obehnaný kamennou zdí. Původně mohl být kostel ohrazen společně s dřevěným obydlím místního vladyky. Mohlo jít o tzv. tribunový kostel, do kterého se dalo vcházet přímo ze šlechtického sídla. Farní chrám mohl také být hlavním obranným objektem kurie. V šedesátých a sedmdesátých letech 20. století se opakovaně snažili přesnou polohu kurie určit místní badatelé z řad Vlastivědného střediska pro Chválenice a okolí, který vedli Miroslav Němec a JUDr. Fortunát Toman. Ani poté, co ve druhé polovině 14. století chválenická kurie pravděpodobně zanikla, neztratil zdejší kostel nic ze svého významu. Svědčí o tom dlouhodobě vedené spory mezi pány z Pokonic a Homberka ohledně práva ustavovat ve Chválenicích faráře. Během sporu je zmíněno také jméno tehdejšího pražského veřejného notáře Jana z Pomuku.

### Podoba gotického kostela
Z dochované knihy kostelních účtů kostela sv. Martina a dvou inventářů z let 1717 a 1738 je možné získat představu o podobě a vybavení původního, gotického kostela ve Chválenicích. Pozůstatky této stavby jsou dnes pravděpodobně ukryty pod podlahou dnešního barokního chrámu. Původní farní kostel měl bíle omítnutou věž z roku 1670, opatřenou dvěma velkými zvony, a malou věžičku s malým zvonem nad presbytářem. Ke kněžišti přiléhala sakristie. Uvnitř kostela se nacházely staré náhrobní kameny a další prvky typické pro venkovské gotické kostelíky. Pod chválenickým kostelem byla umístěna stará kněžská krypta, do níž byli pohřbíváni zesnulí chváleničtí faráři. Posledním knězem, který zde spočinul, se v roce 1760 stal Marek Neupauer. Ke kostelu byli svými povinnostmi vázáni nejen farář, kaplan a kostelníci, ale také celá řada dalších osob – například kantor nebo hrobník. Jednou z povinností kantora bylo rozsvěcování světel v kostele. Kolem starého kostela se rozprostíral hřbitov, zvaný krchov. Na hřbitově se nacházela budova kostnice.

### Dochovaný inventář
Z inventáře původního kostela se dodnes v interiéru chrámu svatého Martina dochovala pouze raně barokní cínová křtitelnice z roku 1693, kamenná štoudev na vodu a obraz sv. Longina pořízený před rokem 1713. V kostele se také od roku 1942 nachází rundace, pohřební štít bývalého majitele panství Kryštofa Karla Kokořovce z Kokořova (zemřel roku 1635). Tento štít zavěšený na kůru je opatřen kokořovským erbem a nápisem Krysstoff Karel Kokorzowecz z Kokorzowa na Nebilowech a Zluticzich. Tato tzv. rundace však nepatří k původnímu inventáři chválenického kostela.

### Původní chválenické zvony
Za Kokořovců byl v roce 1658 pro farní kostel odlit také nejstarší a největší známý zvon.  Jeho autorem byl proslulý klatovský zvonař Štěpán Pricquey. Zvon vážil 210 kg a byl opatřen několika nápisy ve třech jazycích: „A fulgure et tempestatelibera nos Domine Jesu Christe. Anno Diu 1658.  Lidmila Margaretha Przichowska, urozená z Kokorzowa.  Zu der Ehre Gottes, Leütet man mich die Lebenigen zum Begett beruffe ich, die Toten beweine ich. Stephan Pričovey von Glatav gone mich 1658.“ Zajímavostí je, že nejstarší dnes existující zvony Pricqueyových jsou datovány až do první poloviny šedesátých let 17. století. Celkem je dnes známo na šedesát zvonů od této firmy. K pricqueyovskému zvonu přibyl v roce 1739 nový zvon. Vznikl pravděpodobně přelitím středověkého zvonu zasvěceného sv. Martinovi. Také nový zvon byl zasvěcen sv. Martinovi, měl průměr 80 cm, vážil 313 kg a odlila jej slavná plzeňská zvonařská firma Pernerových. Zvon Martin byl požehnán proboštem chotěšovského kláštera Kryštofem Schmidlem. Na jedné straně zvonu se nacházel reliéf s vyobrazením svatého Cyrila a Metoděje a pod ním nápis: „Chválu Bohu vzdávám, lid, kněžstvo svolávám, pomřelých lituji, mračna zapuzuji, svátky zvelebuji.“ Na druhé straně byl nápis: „Auctore: P. Josepho Fischer, P. T. Curato Chvalenicensi, Patria Plsnensin et Munificentium Piorum Parochianorum et Benefactorum Anno 1739“. Nahoře byl na zvonu nápis: „Sit Nomesi Domini Benedictum Jo. Perner gos mich in Pilsen“. Oba velké zvony byly spolu s dvěma menšími přeneseny v roce 1752 do věží nového barokního chrámu svatého Martina. Všechny vzaly za své v době první světové války.

### Poslední zmínky o gotickém kostele
V roce 1713 hlásil chválenický farář Josef Václav Fišer, že  kostel je na spadnutí, veškeré zařízení je staré a rovněž fara je stará a hrozí spadnutím. U kostela se nacházela také farní škola. Ta již hrozila delší dobu zřícením a učitel, který musel učit po chalupách, měl tak malé příjmy, že z nich byl sotva živ. Situaci se postupně snažili řešit noví majitelé, Černínové z Chudenic. Za Heřmana Jakuba Černína z Chudenic získal chválenický kostel nové varhany a vznikly plány na výstavbu nového, reprezentativního chrámu. Faráři působili ve chválenické farnosti během 17. a první poloviny 18. století doživotně a byli pohřbíváni do krypty nacházející se v kostele. Kilián Ignác Dientzenhofer později obestavěl starý kostel novým zdivem a teprve když byl nový chrám hotov, přikročilo se ke zboření původního kostela. O lokalizaci a rozloze starého gotického kostela, stejně jako existenci, počtu a poloze jeho hrobek by více řekl výzkum georadarem, na který se dosud nepodařilo získat finanční prostředky. Poslední nám známou událostí týkající se starého chválenického kostela svatého Martina je svatokrádež z roku 1744. Tři týdny po smrti faráře Josefa Václava Fischera, v noci z 1. na 2. července byl kostel doslova vypleněn. Ztratil se mimo jiné zlatý kalich velké množství liturgických nádob a rouch.

## Dientzenhoferův kostel svatého Martina

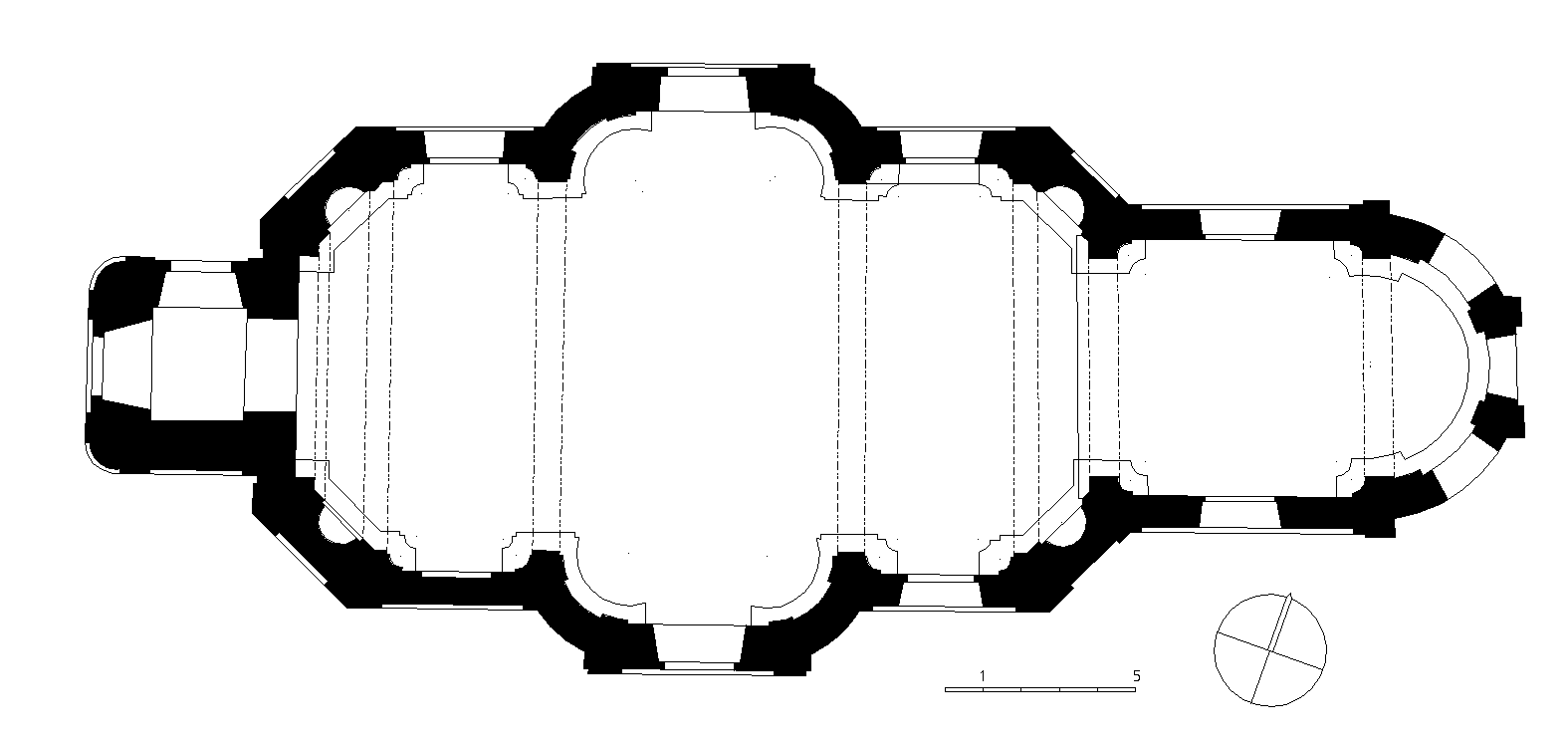
Půdorys kostela ve Chválenicích bez sakristie a oratoře, přiléhajících ze severu a jihu ke kněžišti

### Autorství Kiliána Ignáce Dientzenhofera

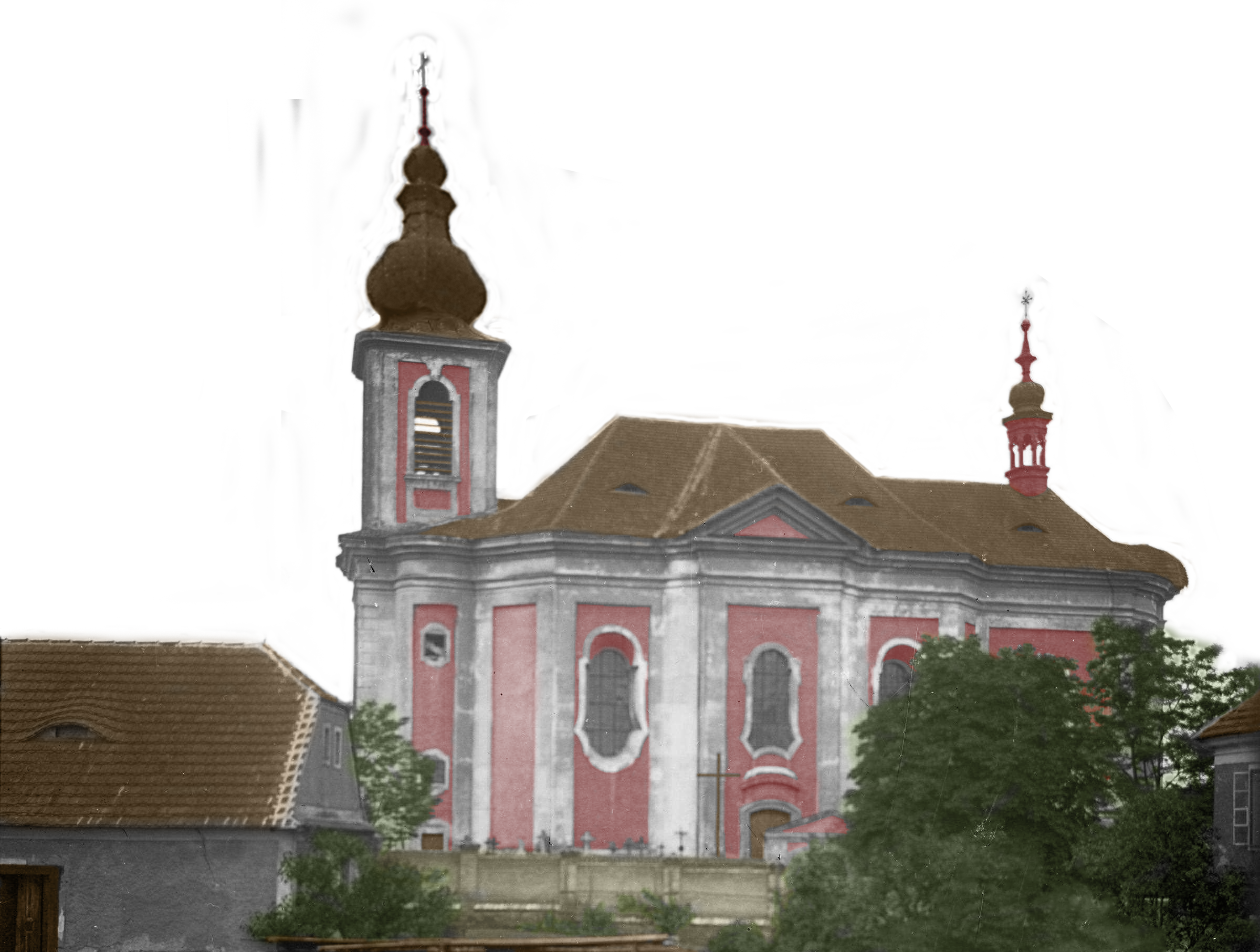
Rekonstrukce původní podoby kostela svatého Martina ve Chválenicích z let 1752–1814. Vyšší báň zanikla v roce 1814, sanktusní vížka v roce 1919.

V době výstavby nového chválenického kostela v roce 1747, byly Chválenice největší a nejvýznamnější farností na šťáhlavsko-nebílovském panství. Hrabě Heřman Jakub Černín z Chudenic se rozhodl svěřit přípravu a realizaci projektu nejvýznamnějšímu staviteli českého baroka, Kiliánu Ignáci Dientzenhoferovi. Vznikl tak kostel podobný monumentálním chrámům v Červeném Kostelci na Náchodsku nebo v Dolním Ročově u Loun. Zároveň s chválenickým kostelem budoval K. I. Dientzenhofer filiální kostel v Paštikách u Blatné a především proboštský kostel Nanebevzetí Panny Marie v Přešticích. Jako ložisko kamene pro stavbu chválenického chrámu byl využit nově otevřený lom na Planinách pod Farskou skálou. Základní kámen položil v roce 1747 osobně Heřman Jakub hrabě Černín z Chudenic (1706–1784). Pro hypotézu, že autorem stavby je mistr Dientzenhofer, neexistovaly dlouho žádné konkrétní důkazy. Dokonce panoval názor, že autorem je některý z domácích stavitelů, kteří se nechali Dientzenhoferem inspirovat. Teprve v letech 1941—1942  byly zásluhou úředníka Vojtěcha Šarocha objeveny dokumenty někdejšího šťáhlavského zámeckého archivu a spolu s nimi i staré zádušní účetní knihy chválenického kostela. V těchto knihách je v souvislosti se stavbou kostela Kilián Ignác Dientzenhofer (1690–1751) zmíněn hned dvakrát. Kilián Ignác Dientzenhofer během výstavby kostela, koncem roku 1751, zemřel. Jeho smrt přišla jen několik měsíců před dokončením chrámu sv. Martina. Není jasné, kdo poslední práce na stavbě řídil. Někdy se spekuluje o osobě architekta Anselma Luraga, který dokončil řadu Dientzenhoferových staveb. V případě chválenického kostela však k tomuto tvrzení nemáme žádný důkaz v podobě archivního pramene.

### Původní vzhled barokního kostela
Hlavní věž kostela svatého Martina byla pravděpodobně původně kryta vysokou bání, která vzala za své při vichřici v roce 1814. Její zmenšenou podobu ještě dlouho připomínala báň sanktusové věžičky, snesené roku 1919. Od roku 1814 má chválenický kostel dnešní, podsaditější báň. Obě věže, velká a sanktusová, byly původně kryty šindelem. Teprve po požáru v roce 1912 byla velká věž opatřena plechovou krytinou. Stěny kostela byly původně čistě bílé – přesně tak, jak to žádala móda přicházejícího klasicismu. V roce 1780 věnoval Heřman Jakub Černín z Chudenic do chválenického kostela téměř nový dřevěný oltář, původem z kaple nebílovského zámku. Hlavní oltář zůstával původně přírodní a nenatřený. Teprve v roce 1829 byl oltář neznámým umělcem z Prahy natřen bílou barvou a pozlacen. Podoba a autor nejstaršího oltářního obrazu nejsou známí. Roku 1873 byl na hlavní oltář umístěn obraz svatého Martina od pražského malíře Josefa Hellicha. Tento obraz, který můžeme vidět na nejstarších fotografiích, je od čtyřicátých let 20. století umístěn ve filiálním kostele v Žákavě. V roce 1942 byl totiž ve Chválenicích instalován dnešní oltářní obraz od malíře Jiřího Jelínka. Stejný autor upravil hlavní oltář hnědým mramorováním do dnešní podoby. Mobiliář kostela je většinou novější. Obrazy zdobící postranní oltáře pocházejí od malíře Josefa Hellicha a vznikly ve druhé polovině 19. století. Také kazatelna pochází z roku 1884. Varhany z poloviny 18. století byly roku 1912 zničeny vodou při hašení požáru. Dnešní varhany tak pocházejí až z roku 1916.

### Inspirace pro další barokní stavitele
Autoři některých prací publikovaných na internetu zmiňují inspiraci, kterou pro stavitele kostelů v jejich okolí představoval Dientzenhoferův projekt farního chrámu sv. Martina ve Chválenicích. Inspirace je patrná především v případě farního kostela sv. Jakuba Většího v Sedlici u Blatné. V letech 1747–1752 jej postavil černínský baumistr Václav Jermář. Pocházel z nedalekých Šťáhlav a jeho otec Jakub Jirmář, zednický mistr, byl pověřován stavebními pracemi při chválenickém kostele a na faře. Další stavbou vykazující známky inspirace chválenickým kostelem je chrám sv. Prokopa v Sobčici na Jičínsku od Antonína Schmidta.

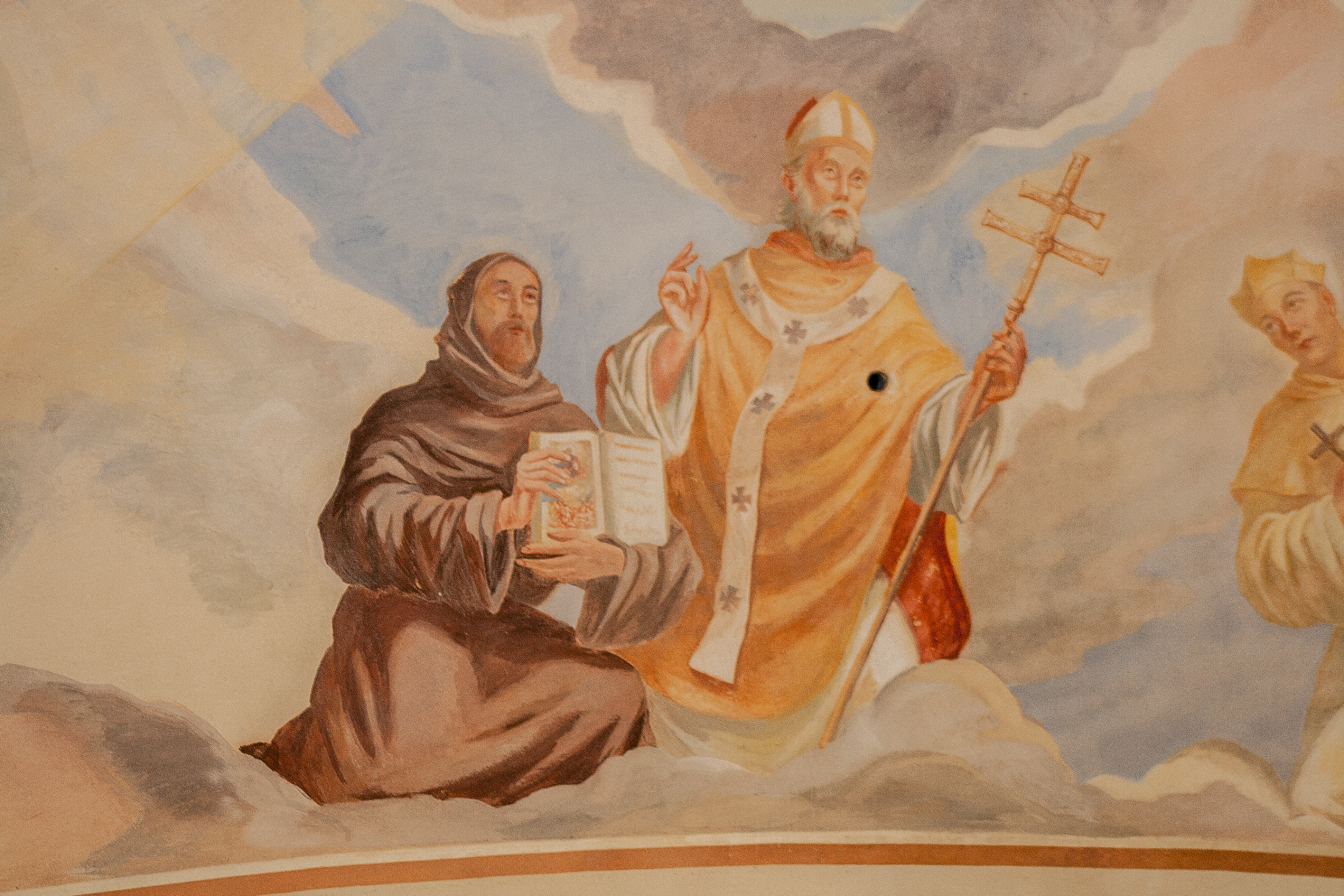
Výzdoba od Jiřího Jelínka

### Výzdoba od Jiřího Jelínka
Jiří Jelínek dotvořil v roce 1942 interiér chrámu malbou nástropních fresek. Stěny byly zároveň vytónovány jemnými odstíny světlých barev, což umožnilo neobyčejně vyniknout detailům architektonického členění stěn, pilastrům, a jejich umně komponovaným hlavicím, římsám a okenním i nástropním pásům. Jakousi korunu interiéru kostela vytvořila Jelínkova malba v nejvyšší části lodi, znázorňující patrony všech kostelů farnosti a další české patrony, utíkající se pod ochranu Panny Marie, trůnící uprostřed v nejvyšší části klenby. Ve čtyřech rozích malby jsou vyobrazeny kostely farnosti: chválenický, nezvěstický, žákavský a barokní kaple svatého Vojtěcha na Planinách.

### Významní patroni kostela svatého Martina
Dne 14. listopadu 1784 zemřel první patron nového chválenického kostela Heřman Jakub hrabě Černín z Chudenic. Pohřben byl do krypty umístěné v presbytáři kostela, kde byly jeho ostatky potvrzeny při průzkumu hrobky v dubnu 2016. Funkci patrona kostela zodpovědně zastávali i Heřmanův prvorozený syn z prvního manželství Vojtěch hrabě Černín z Chudenic (1745–1816). Za Vojtěcha Černína z Chudenic byla roku 1806  poblíž kostela vystavěna nová, klasicistní budova chválenické fary. V roce 1812 došlo k významné změně. Šťáhlavy se staly samostatnou farností a Vojtěch Černín byl roku 1816 pohřben již v nové rodinné hrobce ve Šťáhlavech. Zemřel bezdětný, a proto panství přešlo na jeho prasynovce Kristiána hraběte Valdštejna-Vartenberka (1791–1858). Za Christiana Waldsteina byla v sousedství chválenické fary postavena nová budova farní školy.

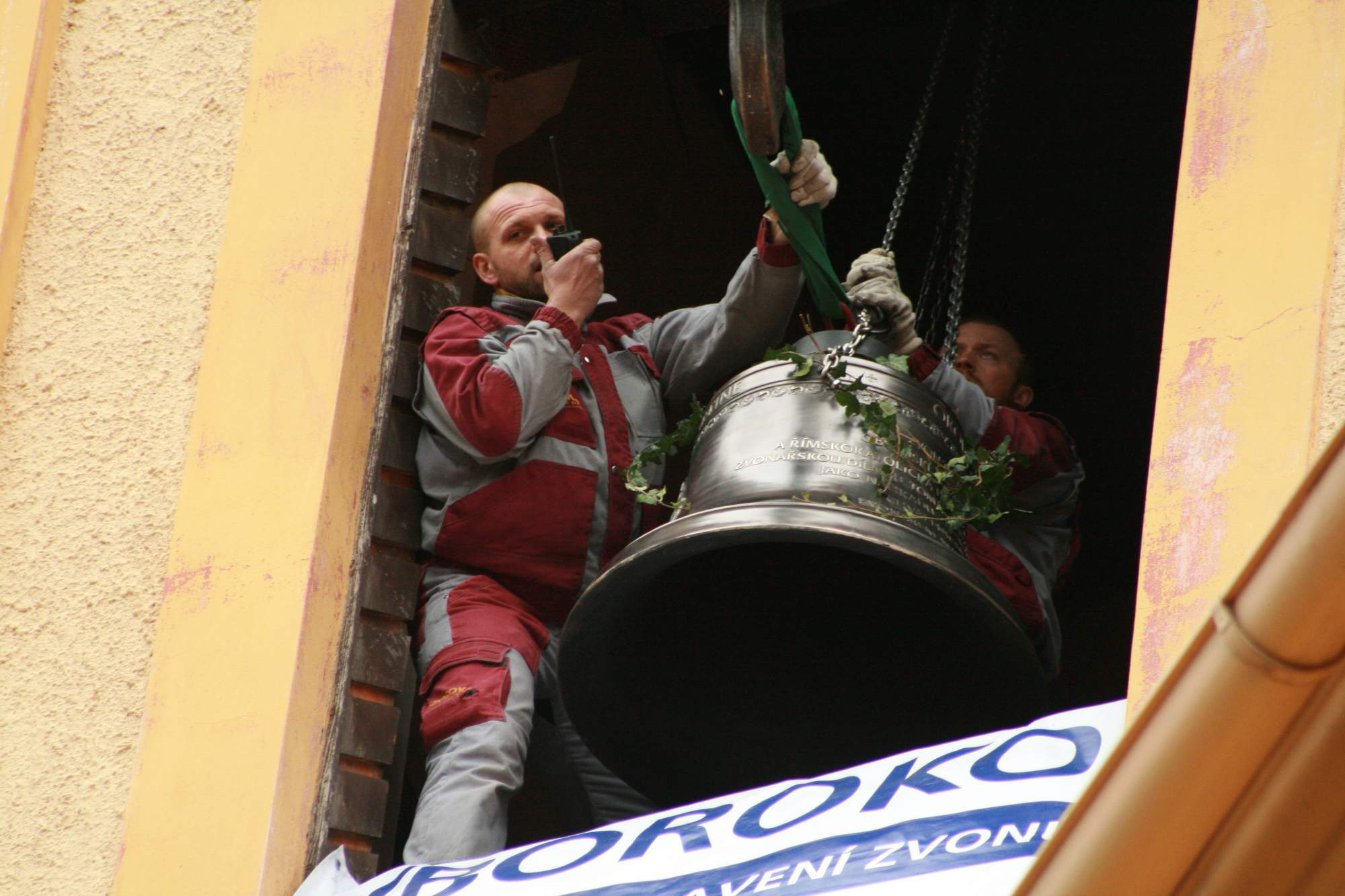
Instalace zvonu Martin 9. 11. 2013

### Osudy chválenických zvonů
Až do první světové války byly ve věžích chrámu svatého Martina umístěny zvony z původního, gotického kostela. V letech 1916–1918 ale proběhla válečná rekvizice zvonů. Naposledy společně zvonily 14. prosince 1916 při pohřbu výměnkářky Kateřiny Kosnarové z Chválenic čp. 13. Ztráta zvonů byla velkou ranou pro tehdejšího faráře Josefa Fukárka. Po celou dobu svého působení proto usiloval o pořízení nových. Vysvěcení zvonů z dílny českobudějovické firmy Rudolf Perner přihlížel P. Josef Fukárek v roce 1932 již jako těžce nemocný. O půl roku později zemřel. Nové zvony zůstaly na věži chválenického kostela pouhých deset let. V dubnu 1942 je zrekvírovala okupační moc pro potřeby německé armády. Teprve v roce 2013 se podařilo obstarat pro kostel svatého Martina obstarat  dnešní zvony Martin a Václav, pocházející z dílny paní Tomáškové-Dytrychové v Brodku u Přerova.

## Nejmladší dějiny
Kolem kostela se až do druhé poloviny 20. století rozkládal hřbitov. Po otevření nového hřbitova při silnici do Želčan pohřbívání u kostela svatého Martina postupně ustalo a hřbitov byl nakonec zcela zrušen. Zachovány byly pouze dva hroby při zdi kněžiště. Jeden z hrobů patří P. Josefu Tanglovi a druhý jeho nástupci P. Josefu Fukárkovi. Hlavní věž kostela svatého Martina byla po požáru v roce 1912 dočasně opatřena provizorním zastřešením. Nová plechová báň získala o dva roky později červený nátěr, který byl při opravě v roce 1991 nahrazen zelenou barvou. V roce 2005 zanikla historická chválenická farnost poté, co byla sloučena s římskokatolickou farností ve Starém Plzenci. Od tohoto roku je chrám svatého Martina kostelem filiálním.